# Mamadou Djim Kola
Mamadou Djim Kola (27 de enero de 1940 - 11 de diciembre de 2004) fue un cineasta burkinés.

## Biografía
Kola nació en Dapyoa, Uagadugú. Su padre era un fanático del cine y tenía un proyector que usaba para mostrar películas en el vecindario local.
Asistió a la escuela primaria Centro de Uagadugú (1947 a 1955) antes de graduarse como maestro de la escuela 'Cours Antoine Roche de Ouahigouya' (1955-1959).

## Carrera
Después de graduarse como maestro, se inscribió en un curso por correspondencia con el Centro Independiente de Cine Francés (CICF) en 1961, a pesar de la presión social de que los profesores eran más importantes para Burkina Faso que los directores de cine.
Su película Le Sang Des Parias (1972) fue el primer largometraje producido en Burkina Faso. Después de la nacionalización de los cines en 1969, se dispuso de fondos gubernamentales y la película fue financiada por el estado.
Se proyectó en el festival FESPACO al año siguiente. El festival ayudó a crear una comunidad cinematográfica en el África subsahariana y fue el lugar del que surgieron muchas influencias cinematográficas africanas. Ganó el premio del jurado y se lanzó el cine burkinés.

## Filmografía
| Año  | Título                                                        | Acreditado como | Notas        |
| Año  | Título                                                        | Director        | Notas        |
| ---- | ------------------------------------------------------------- | --------------- | ------------ |
| 1972 | Le conflit (La disputa)                                       | Sí              | Cortometraje |
| 1973 | Le sang des parias (Sangre de los parias)                     | Sí              | Largometraje |
| 1976 | Cissin ... cinq ans plus tard (Cissin ... cinco años después) | Sí              | Cortometraje |
| 1992 | Kognini y Toungan / les etrangers (Los extranjeros)           | Sí              | Cortometraje |